# Coelorinchus japonicus
Coelorinchus japonicus es una especie de pez de la familia Macrouridae en el orden de los Gadiformes.

## Morfología
• Los machos pueden llegar alcanzar los 75 cm de longitud total.

## Alimentación
Come cochinillas de la humedad,  gambas, peces  bentónicos, isópodos y poliquetos.

## Hábitat
Es un pez de aguas profundas que vive entre 300-1000 m de profundidad.

## Distribución geográfica
Se encuentra en el Japón y Taiwán.